# Дарсијев закон
У динамици флуида, Дарсијев закон је важна емпиријски изведена једначина која описује проток флуида кроз порозну средину. Закон је формулисао Хенри Дарси на основу експеримената са водом коју је пропуштао кроз суд испуњен песком. Такође је дао основе о пропусности флуида које се користе у геологији и рударству а посебно у нафтном рударству.

## Увод
И ако је Дарсијев закон експериментално одредио Дарси, такође су га извели Навје и Стокс преко једначина хомогенизације. Дарсијев закон је аналоган са Фуријеовим законом о провођењу топлоте, Омовим законом у електротехници и Фиковим законом у теорији дифузије.
Дарсијев закон се примењује код протицања воде кроз порозне-резервоар стене. Дарсијев закон заједно са једначином о очувању масе је еквивалентан са једначином протока воде кроз резервоар стене и као такав је основни закон у хидрогеологији. Користи се такође код описивања нафтног и гасног протока кроз резервоар стене.

## Опис
Дарсијев закон је пропорционалан однос између величине протока флуида кроз порозну средину Q, вискозитета флуида μ и пада притиска ΔP на датом растојању L.
{\displaystyle Q={\frac {-kA(P_{b}-P_{a})}{\mu L}}}
Где су:
- Q – проток флуида кроз порозну формацију (m³/s)
- К – пропусност формације (m²)
- А – површина попречног пресека средине кроз коју се врши проток (m²)
- (Pb – Pa) – пад притиска на дужини L
- μ – динамички вискозитет (Pa•s)
- L – дужина средине кроз коју се врши проток

Негативан знак је неопходан јер се проток врши у смеру већег притиска ка мањем тако ако је разлика притисака негативна проток ће бити позитиван. Дељењем обе стране једначине површином попречног пресека добијамо:
{\displaystyle q={\frac {-k}{\mu }}\Delta P}
Где је q флукс (m/s) и не представља брзину коју флуид достиже при протоку кроз порозну средину.
Брзина протока се изражава као однос флукса q и порозитета {\displaystyle \phi }. Флукс се дели са порозитетом јер само део укупне запремине формације учествује у протоку флуида.
{\displaystyle \nu ={\frac {q}{\phi }}}